# Marcin Wielgosz
Marcin Marian Wielgosz, ps. „Wesołowski” (ur. 25 października 1894 w Szelejewie, zm. 2 sierpnia 1976 w Wieluniu) – polski działacz niepodległościowy, narodowy i samorządowy, kupiec, sierżant Wojska Polskiego, kawaler Orderu Virtuti Militari.

## Życiorys
Urodził się 25 października 1894 w Szelejewie, w ówczesnym powiecie jarocińskim Prowincji Poznańskiej, w rodzinie Macieja i Franciszki z Dolatów. Od 18 kwietnia 1901 do marca 1909 uczęszczał do szkoły powszechnej w rodzinnej wsi. W 1911 ukończył cztery klasy w gimnazjum w Berlinie. Następnie pracował w administracji majątków ziemskich księcia Schönburga von Waldenburga.
W 1914 został wcielony do armii niemieckiej i przydzielony do 6 pułku grenadierów w Poznaniu. Walczył na froncie wschodnim. 8 marca 1915 pod Spałą został ranny w rękę. Po opuszczeniu szpitala przydzielono go do niemieckiej administracji okupacyjnej w Kownie, w charakterze tłumacza. Awansował na sierżanta. W 1917 został wysłany na front zachodni, gdzie zdezerterował we Francji. 9 czerwca 1918 wstąpił do Armii gen. Hallera i został przydzielony do 1 pułku strzelców polskich. W maju 1920 zdemobilizowany, już w lipcu tego roku jako ochotnik wstąpił do 27 pułku piechoty i został wyznaczony na stanowisko sierżanta-szefa 11. kompanii. Wyróżnił się 21 sierpnia 1920 w walkach z bolszewikami nad Bugiem. W grudniu 1920 został zwolniony ze służby.
Po zwolnieniu z wojska zamieszkał w Wieluniu przy ul. Krakowskie Przedmieście 32 i został zatrudniony w starostwie powiatowym. W lutym i marcu 1921 był urzędnikiem upoważnionym do rekwizycji zaległego kontyngentu zbożowego w gminie Mierzyce i Mokrsko. Od 1 września do 1 grudnia tego roku był zatrudniony w buchalterii Centrali Zakupów i Sprzedaży przy Sejmiku Powiatowym Wieluńskim, w charakterze pracownika biurowego. W 1922 otrzymał zezwolenie na handel detaliczny wódek i win, i otworzył sklep. W 1928 z ramienia Towarzystwa Gimnastycznego „Sokół” został członkiem zarządu Wieluńskiego Klubu Sportowego. Był kierownikiem powiatowym Ruchu Młodych Obozu Wielkiej Polski, a po rozwiązaniu OWP prezesem wieluńskiego Związku Młodych Narodowców. Z wywiadu przeprowadzonego we wrześniu 1934 przez komendanta miejscowego Posterunku Policji Państwowej, starszego przodownika Stefana Rutkowskiego, dla Biura Kapituły Orderu „Virtuti Militari” wynika, że Marcin Wielgosz był „podejrzany i inwigilowany (...) jako działacz antyrządowy” oraz osoba, która „do władz państwowych i urzędów odnosi się agresywnie”. W tym samym roku został skazany przez Sąd Okręgowy w Kaliszu na karę jednego miesiąca aresztu za nawoływanie do wystąpień antyżydowskich i wspomnianą „karę odcierpiał”. Ponadto Sąd Grodzki w Wieluniu skazał go na karę dziesięciu dni aresztu za „wypowiedzenie się z lekceważeniem o władzy państwowej na zebraniu”. Ostatecznie w 1934 cofnięto mu koncesję skarbową na handel detaliczny wódek i win. Pracował jako pomocnik handlowy w składzie wódek. Był dwukrotnie wybierany do Rady Miejskiej w Wieluniu.
2 kwietnia 1938 Sąd Okręgowy w Kaliszu zatwierdził wyrok Sądu Grodzkiego w Wieluniu z 4 grudnia 1937 skazujący Marcina Wielgosza na karę trzech miesięcy aresztu i 10 zł grzywny z zamianą w razie nieściągalności na dwa dni aresztu za to, że w lipcu 1937 w Wieluniu, nie mając przepisanego zezwolenia i trudniąc się zawodowo pisaniem podań do władz sądowych na zamówienie, napisał podanie do Sądu Grodzkiego w Wieluniu Stefanowi Podgórskiemu i Janowi Smolnikowi, to jest o przestępstwo z art. 9 ustawy z dnia 28 marca 1933 o biurach pisania podań oraz o zakazie udzielania porad prawnych i prowadzenia cudzych spraw. W styczniu 1939 odbywał zasądzoną karę w więzieniu w Wieluniu.
Po II wojnie światowej pracował m.in. na stanowisku inspektora surowcowego w Cukrowni „Wieluń”. Zmarł 2 sierpnia 1976 w Wieluniu i został pochowany na tamtejszym cmentarzu parafialnym przy ul. Augustiańskiej 8a (sektor 2, rząd 1, grób 19).
Pierwszą żoną Marcina Wielgosza była Maria Pawłowska. W 1938 pozostawał z nią w separacji, a żył w konkubinacie z Heleną Robakowską, z którą miał córki: Janinę (ur. 1922) i Bolesławę (ur. 1925). Później urodziło mu się jeszcze troje dzieci, w tym córka Bożena.

## Ordery i odznaczenia
- Krzyż Srebrny Orderu Virtuti Militari nr 1265 – 28 lutego 1921[3][24][25][26]
- Medal Niepodległości – 5 sierpnia 1937 „za pracę w dziele odzyskania niepodległości”[1][27][28][29]
- Medal Pamiątkowy za Wojnę 1918–1921[30]
- Miecze Hallerowskie[30]